# Rotten, en farlig gæst
|  | Denne artikel er oprettet af botten PalnaBot ud fra en ekstern database. Den kan derfor have sproglige fejl eller mangler. Denne skabelon kan fjernes efter kontrol af indholdet. |

Rotten, en farlig gæst er en dansk film fra 1939 instrueret af Petr Wied.

## Handling
Rotternes formeringsevne. De trænger frem overalt, forlader et skib, tager huse og gårde i besiddelse, ødelægger ved gnavning af huller og gange. Rotter generer dyrene i stalden, stjæler hønseæg, forsøger at tage en kylling, gnaver i seletøj og elektriske ledninger. Rotten som smittebærer, den weilske syge. Rotten skambider et barn.